# Musée historique de Lund
Le musée historique de Lund (en suédois historiska museum i Lund ou Lunds universitets historiska museum) est un musée d'histoire situé à sur Lundagård, au centre de Lund, dans le Sud de la Suède et faisant partie de l'université de Lund. Il a été fondé en 1805, et comprend principalement des collections sur la préhistoire et le Moyen Âge, ainsi que sur la cathédrale de Lund.

## Histoire
Le musée, tout comme le musée zoologique de Lund et le musée botanique de Lund, a ses racines dans le cabinet de curiosités musée Stobeanum, créé par Kilian Stobaeus et donné à l'université de Lund en 1735. Le musée comprenait une collection d'animaux de toutes sortes, gastéropodes, insectes, objets géologiques, ethnographiques, archéologiques… Cette collection était entreposée à Kungshuset, dans le Lundagård. Après sa mort, l'université acheta aussi sa collection de pièce de monnaie. Durant le reste du XVIIIe siècle, la collection s'enrichit de divers apports. En 1802, tout comme une partie de l'université, elle fut déménagée pour s'installer dans le bâtiment Kuggis, non loin de là.
Peu après, en 1805, il fut décidé de scinder la collection, la collection d'histoire naturelle allant au musée zoologique et botanique, et les objets historiques et ethnographiques formèrent le musée historique. Le musée s'est enrichi avec le temps de nombreux objets découverts durant des fouilles archéologiques dans la région. Ses collections étaient utilisées dans l'enseignement de l'archéologie. Le musée fut déplacé plusieurs fois avec l'augmentation de ses collections, et il s'installa finalement en 1918 dans le bâtiment actuel sur Kraftstorg, dans le Lundagård.

## Le bâtiment
Le bâtiment fut construit sur Kraftstorg entre 1840 et 1845 selon les plans de l'architecte Per Axel Nyström. Son architecture rappelle l'architecture du Moyen Âge avec ses nombreux arcs. Il était destiné à être la maison de l'évêque de Lund. En 1848, l'église et l'université échangèrent ce bâtiment et l'actuel gamla Biskopshuset, qui était initialement construit pour abriter les sciences naturelles de l'université. Ainsi les départements de zoologie, chimie et physique s'installèrent dans le bâtiment de Kraftstorg. En 1917, une rénovation du bâtiment fut menée par Theodor Wåhlin, et le musée historique et le département d'archéologie s'y installèrent. Depuis 1931, le bâtiment est relié par une passerelle avec le bâtiment de l'autre côté de la rue. Le bâtiment est monument historique depuis 1994.

## Expositions

### Barbaricum
L'exposition Barbaricum - Uppåkra och Skånes järnålder (Barbaricum, Uppåkra et l'âge du fer en Scanie) a été ouverte en avril 2007. Outre des objets de l'âge du fer provenant de divers endroits de la Scanie, elle contient une partie des nombreux objets découverts lors des fouilles à Uppåkra, ayant révélé l'existence d'une ville entre le Ier siècle av. J.-C. et le Xe siècle apr. J.-C.. Cette ville, qui est probablement la prédécesseur de Lund, était vraisemblablement une des plus importantes villes scandinave de l'âge du fer, âge de Vendel et âge des Vikings.
L'exposition est divisée en 18 thèmes comme armes, mode, artisanat… et tente de montrer que les habitants de l'époque n'étaient pas des barbares.

### Le cabinet de curiosités de Kilian Stobaeus
Pour rendre hommage au cabinet de curiosités de Kilian Stobaeus, à qui il doit son existence, le musée a construit son propre cabinet des curiosités, reconstituant le caractère éclectique de ces cabinets.

### Le cabinet des médailles
La collection de pièces et médailles du musée est la deuxième la plus importante du pays, avec près de 40 000 unités. La collection s'accroît d'année en année grâce aux découvertes archéologiques en Scanie. Une grande partie de la monnaie du Danemark était en effet frappée en Scanie (à Lund, puis à Malmö) durant le Moyen Âge.
La collection n'était auparavant pas exposée, par sécurité. Mais grâce à un don de la caisse d'épargne Sparbanken Finn, le musée a pu construire un cabinet moderne au troisième étage du bâtiment, à la sortie de l'exposition sur le Moyen Âge.